# Justin Cronin

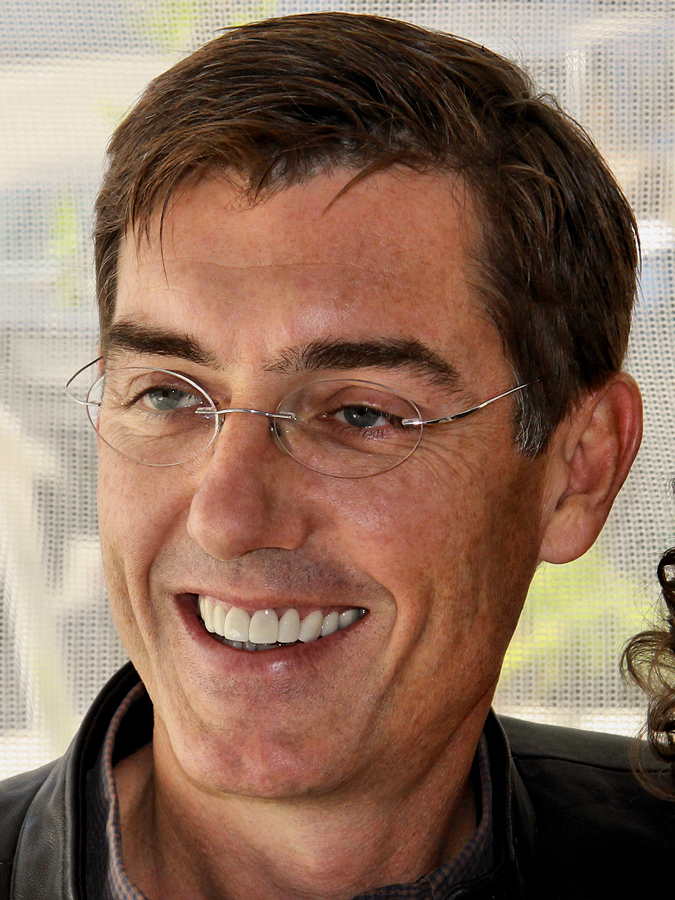
Justin Cronin (2012)

Justin Cronin (New England, 1962) è uno scrittore e anglista statunitense.

## Biografia
Nato e cresciuto nel New England, si è laureato alla Harvard University e alla Iowa Writers' Workshop. Ha insegnato scrittura creativa alla La Salle University di Filadelfia dal 1992 al 2005.
Vive con moglie e figli a Houston, Texas, dove insegna letteratura inglese alla Rice University.
Tra i premi da lui vinti, figurano il Premio PEN/Hemingway, lo Stephen Crane Prize, e il Whiting Award.

## Opere
- A Short History of the Long Ball (1990)
- Mary and O'Neil (2001)
- The Summer Guest (2004)
- Il traghettatore (The Ferryman, 2023) Fanucci (2024) ISBN 9788834745083

### Trilogia del Passaggio
- Il passaggio. (The Passage, 2010) Mondadori (2011) ISBN 9788804715795
- I dodici. (The Twelve, 2012) Mondadori (2013)  ISBN 9788804614968
- La città degli specchi. (The City of Mirrors, 2016) Fanucci (2023) ISBN 9788834743775